# 英屬開曼群島商綠河股份有限公司
英屬開曼群島商綠河股份有限公司（英語：Green River Holding Co. Ltd.，簡稱綠河股份有限公司，西元2000年1月由台灣企業家謝榮輝以天然橡膠實木板材加工起家，主要設廠於泰國南部宋卡府邊境區域。西元2011年1月14日公司更名為「英屬開曼群島商綠河股份有限公司」，發展塑合板及橡膠實木板材，其股票於西元2013年7月於櫃買中心登錄興櫃，並於2015年10月正式上櫃掛牌。

## 歷史沿革
英屬開曼群島商綠河股份有限公司創辦人是謝榮輝，其父為台灣底層之礦工。1990年謝榮輝懷抱創業夢想，與國小同學黃登士到泰國賣售主機板，因泰國經濟不景氣，1993年經商失敗返台。與其妻子在台灣重新出發，創業生產棧板，5年賺進千萬元。因生意所需，謝榮輝數次前往馬來西亞、印尼等地找木材原料，意外發現在泰國生產塑合板的機會，於是1997年再次附泰國南部宋卡府邊境區，與其國小同學黃登士(現任綠河總經理)、大學好友李木文(現任綠河銷售長)共同開設實木加工廠。2003年綠河股份有限公司已成為泰國最大橡膠實木出口商。2008年遇上全球金融風暴，公司產線一度停擺，面臨倒閉危機，幸而2009年原料市場需求短缺，導致原料降價，轉而獲利。2017年公司營收超過34億，已成為亞洲最大的橡膠木塑合板製造商。

## 公司主要產品
公司主要產品是塑合板, 貼皮板及實木板材。

### 實木板材
「實木板材」是採用橡膠樹木直接加工成板材，與拼接實木不同，可應用於家具、地板、複合式建材及其他裝飾材料等。其原料之基本要求是質地堅密、含水率低、纖微均勻、木節少。優點耐久、不易變形。。

### 塑合板
「塑合板」是高級均質的刨花板。將橡膠木枝椏材和小徑木，加工成木片，經處理、篩選後，以膠合劑高溫、高壓製成大塊素板。

### 貼皮板
塑合板經二次加工，外層壓合一層薄薄的美耐皿(可防水、防火、耐磨)。貼皮板可應用於廚具、家具、綠色建築及環保建材等。

## 資料來源
1. ↑   (PDF). 綠河股份有限公司. 2015-06-02  [2018-07-02]. （原始内容存档 (PDF)于2016-10-19）.
2. ↑  .   [2018-07-02].
3. ↑  彭媁琳. . 工商時報. 2018-03-04  [2018-07-02]. （原始内容存档于2018-07-21）.
4. ↑  葉家瑋. . MoneyDJ財經新聞. 2016-04-25期  [2018-07-02].
5. ↑  李天怡主. . 三立新聞台. 2015-08-24  [2018-07-21] （中文（繁體））.
6. ↑  . 財訊雙週刊/財信雜誌社股份有限公司. 2015-10-21  [2018-07-21]. （原始内容存档于2018-07-21） （中文（繁體））.
7. 1 2  . ETtoday新聞雲. 2018-02-10  [2018-07-16]. （原始内容存档于2018-07-21） （中文（繁體））.

## 外部連結
- 英屬開曼群島商綠河股份有限公司官方網站 （页面存档备份，存于）（繁體中文）